# Stress traumatico continuo
Lo Stress traumatico continuo o in inglese continuous traumatic stress (CTS)  è un'entità nosografica che non valuta lo stress di traumatiche verificatesi in passato, come nel PTSD, quanto piuttosto le esperienze traumatiche dell'impatto del vivere in contesti di pericolo attuale e in corso. 
Essa è un'entità nosografica che si caratterizza nel precedere un evento noto causa di grave stress, al contrario del PTDS che segue lo stress subito. 
Gli eventi dal soggetto colpito sono vissuti come realistici ed inevitabili, come accade in caso di un conflitto politico o civile prolungato o in caso di pervasiva violenza della comunità sulla propria persona.

## Storia
Il C-PTSD (complex post traumatic stress disorder) è una formulazione che ha ottenuto un crescente consenso nella letteratura sul trauma, nonostante non sia incluso come categoria diagnostica formale nella quinta edizione del Manuale diagnostico e statistico dei disturbi mentali (DSM-5) dell'American Psychiatric Association.
Herman nel 1992 ha per primo introdotto l'idea di C-PTSD in la letteratura specificatamente per descrivere la presentazione clinica di persone che erano state esposte a eventi stressanti e traumatici prolungati e ripetuti; in situazioni che, il più delle volte, erano inevitabili. 
Questi soggetti avevano una sintomatologia molto diversa da coloro che avevano sperimentato il singolo evento traumatico, come accade nel classico PTSD.
IL CTS va distinto dal complex post traumatic stress disorder (C-PTSD), che si caratterizza invece dal contesto esclusivo dell'attaccamento/relazione o altre relazioni diadiche, come prigioniero e rapitore o secondino e recluso. A differenza di PTSD, del C-PTSD, del disturbo dello sviluppo o del trauma storico, il CTS è incentrato principalmente sull'esposizione al trauma presente e futuro, piuttosto che su ciò che ha già avvenuto.

## Caratteristiche
Nel CTS un'ansia anticipatoria che è in relazione all'emergere di una situazione realisticamente e oggettivamente minacciosa che richiede una gestione continua. Il CTS ha aree di somiglianza con una serie di altre patologie dello stress traumatico complicato, ma esso ha anche dimensioni uniche e peculiari. Il CTS è proprio di individui che documentano esperienze e condizioni di vita nel presente precarie e in contesti violenti.
Sono quattro le caratteristiche chiave del CTS in relazione alle formulazioni già note in letteratura di stress traumatico complicato:
1. il contesto del condizioni di stress,
2. la posizione temporale delle condizioni di stress,
3. la complessità di discriminare tra minaccia reale e percepita o immaginata e
4. l'assenza di sistemi di protezione esterni.

Gli attuali criteri diagnostici per il disturbo da stress post-traumatico (PTSD) non includono i sintomi risultanti dall'esposizione a stress traumatico continuo o in corso, non cogliendo il PTSD i sintomi di stress associati all'esposizione a minacce che si estendono per mesi o anni.
Il CTS è una patologia correlata, ma distinta dal PTSD.
Furono Straker e il Sanctuaries Counseling Team nel 1987, un team di professionisti della salute mentale che stavano fornendo supporto psicologico alle vittime di torture e violenze politiche sotto il regime dell'apartheid in Sudafrica. Essi individuarono nel CTS, un lento e qualificante disturbo che si correla con quelle esperienze di individui che vivono in condizioni di esposizione continua al trauma.
Questa entità diagnostica. benché è poco descritta, coglie un crescente riconoscimento degli psichiatri sugli effetti traumatici dell'esposizione continua allo stress traumatico; effetti che si estendono oltre gli attuali criteri diagnostici per il disturbo da stress post-traumatico (PTSD). Gli studi dimostrano che le risposte all'esposizione continua alla minaccia sono più ampie e più intense di quelle associate a una singola esposizione traumatica.
In letteratura esiste un ampio corpus di dati che individua nello stress continuato nel tempo una precisa causa di patologia PTDS; come accade in certe realtà in corso di procedimenti giuridici di sfratto, che a volte si protragono a lungo nel tempo.
Nel CTS si possono anche agevolmente inquadrare i disturbi e i problemi correlati con l'instabilità abitativa e/o sfratto, intesa come condizione di disagio intenso protratto nel tempo. 
Condizione questa che può ridurre il benessere psicologico, alimentare il conflitto all'interno della coppia aumentando il rischio di separazione.

## Esempi
- L'esperienza di coloro che vivono nei territori occupati in Israele o in le città israeliane al confine con i territori occupati, o nelle città e nei villaggi della Siria che sono presi di mira dallo Stato.[4]
- Dove bande di delinquenti dominano i territori e le forze di sicurezza dello Stato non sono in grado di intervenire per proteggere i membri della comunità; come è accaduto a Città del Messico, nelle favelas del Brasile e nelle comunità di Cape Flats in Sudafrica.[4]
- Nelle persone sfollate in virtù di persecuzioni o guerre che si trovano a vivere in contesti xenofobi in cui vengono predati da altri nella società.[4]
- Il Disturbo da Stress Traumatico Continuo è proprio del danno da ustione, infatti, il paziente ustionato differisce da altre situazioni post-traumatiche perché pone il paziente a confronto con una situazione molto più complessa, che include non solo l'esperienza dell'ustione vera e propria, ma anche il conseguente difficile periodo di ricovero e il successivo rinnovato incontro con l'ambiente sociale.[15] In questi pazienti la sintomatologia psichiatrica che si manifesta in modo più impattante per il paziente quanto maggiore è il danno iniziale da ustione.[16] Inoltre,  i pazienti spesso sviluppano un disturbo da stress post-traumatico molti mesi dopo la lesione.[17]

Ancora sono state individuate altre categorie a rischio di CTS:
1. le continue molestie da parte dei torturatori originari o dei loro colleghi, ad esempio la famiglia di un attivista per i diritti umani detenuto che riceve quotidianamente la visita della polizia in modo che nessuno nella comunità parli con loro;
2. Minacce continue da parte della polizia, dell'esercito o di altri agenti governativi, come un venditore stradale il cui stand è stato ripetutamente distrutto dalla polizia per non aver pagato una tangente;
3. Minacce della comunità e dei vicini, ad esempio rifugiati che descrivono come i nemici del loro paese d'origine li hanno attaccati nel paese ospitante; e,
4. E anche la violenza domestica, ad esempio una donna che è costretta a trasferirsi nella casa dei suoceri violenti dopo l'arresto del marito, o l'abuso fisico della moglie da parte del marito dopo il suo ritorno dal carcere.
5. Un'ultima categoria è la molestia sessuale: molte donne subiscono molestie sessuali quasi costanti per le strade delle principali città dell'Africa subsahariana.

Questi soggetti riferiscono sintomi che sono in gran parte coerenti con il disturbo da stress post-traumatico; ma questi si verificano in un contesto di una minaccia in corso realistica e quindi non caratterizzabile come un “falso allarme” disadattivo in risposta ad un evento passato.